# Reggenza di Paniai
La reggenza di Paniai (in indonesiano: Kabupaten Paniai) è una reggenza dell'Indonesia, situata nella provincia di Papua centrale.